# Fejan
Fejan är en liten ö öster om Tjockö i norra delen av Stockholms skärgård. Fejan är känd för att ha varit Ostkustens karantänstation från 1892. 1994 började Skärgårdsstiftelsen  arrendera området av Fortifikationsverket för att 2013 få ägenderätt till karantänsstationen genom markbyte. I den gamla karantänsstationen bedrivs vandrarhems- och konferensverksamhet.

## Historik
Ön blev bebodd 1856 då två jordägare från Tjockön flyttade till Fejan.
Mot slutet av 1800-talet svepte en ny koleraepidemi fram över Europa och de svenska myndigheterna ville stoppa sjukdomen vid landets gränser. Ostkustens karantänstation för fartyg från Ryssland och Finland förlades till Fejan där ett sjukhus, Wasa, byggdes under sommaren 1892 tillsammans med en läkarvilla som ursprungligen varit avsedd att bli missionsstation i Kongo. 1894 internerades Orphei Drängar efter en konsertturné i österled på Fejan efter det att en medpassagerare på ångaren von Döbeln från St Petersburg hade insjuknat i kolera under resan och avlidit vid framkomsten till Fejan. Orphei Drängar bildade under de veckor de tillbringade på ön en särskild kör som de galghumoristiskt kallade "Koleratursångarna". Fyra personer dog på Fejan sommaren 1894, men sjukdomen nådde aldrig Stockholm. Karantänstationen var i drift fram till 1930-talet.

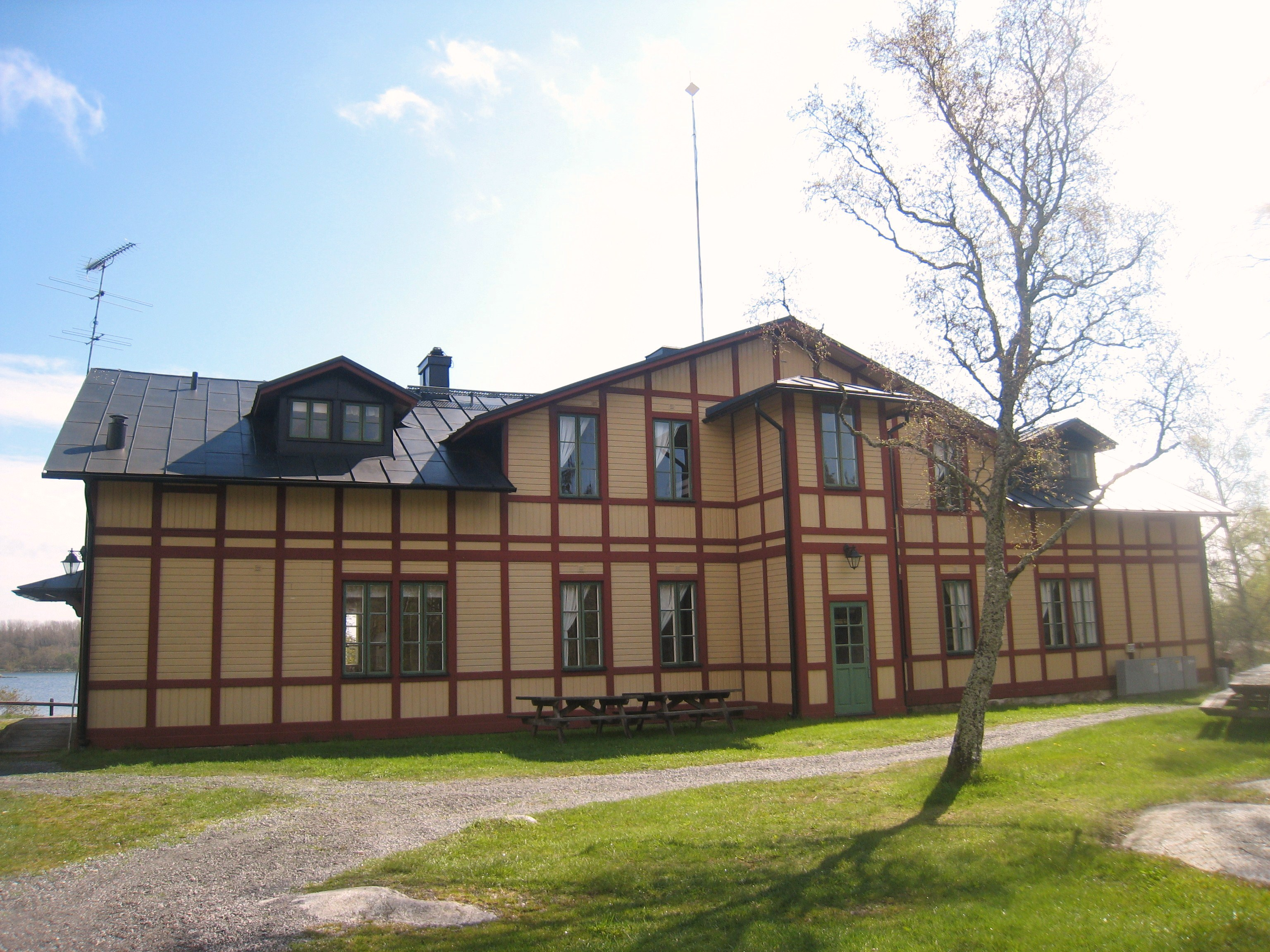
Sjukhuset Wasa, nu vandrarhem
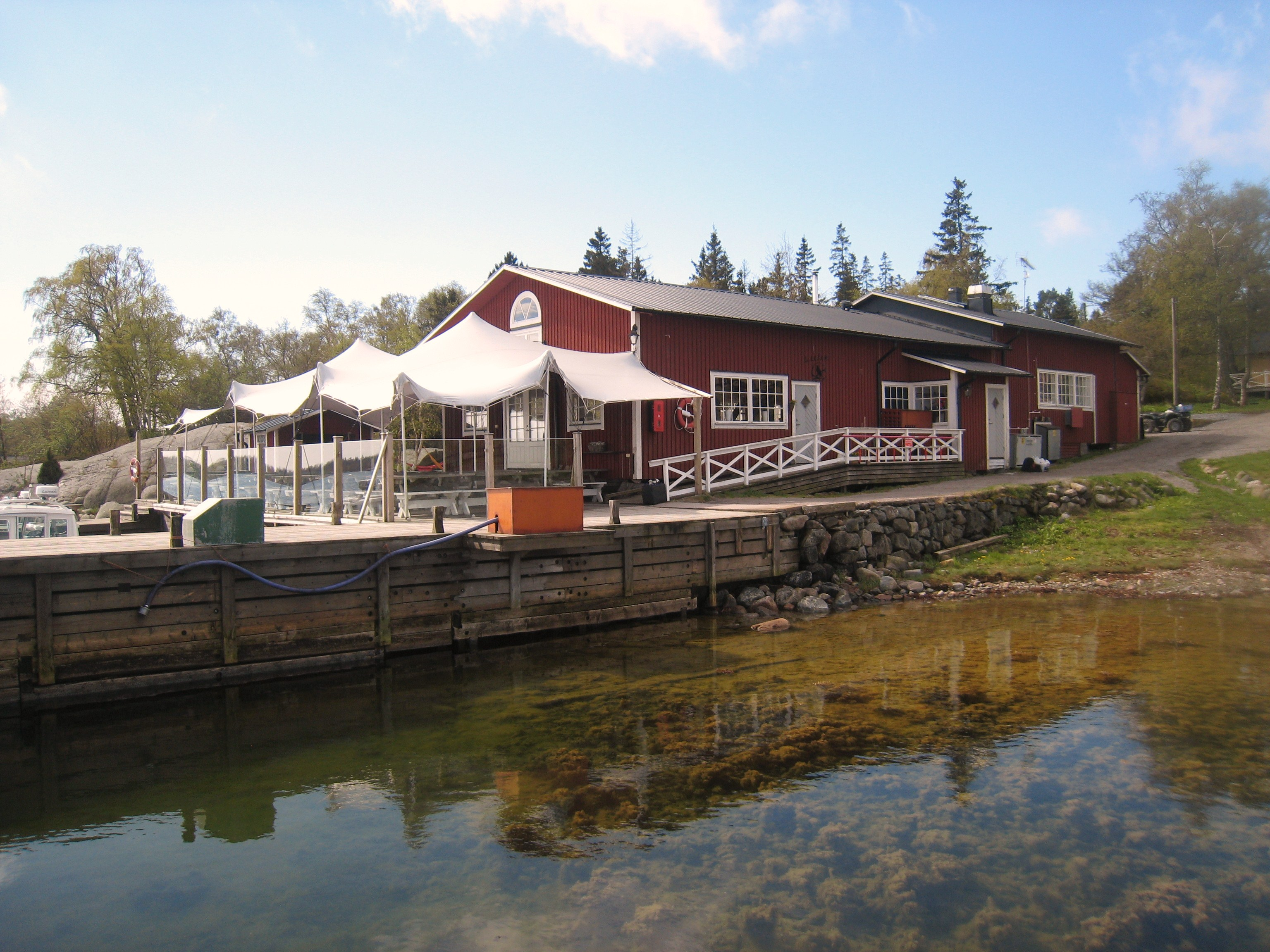
Likbod och krog, nu nedbrunnen
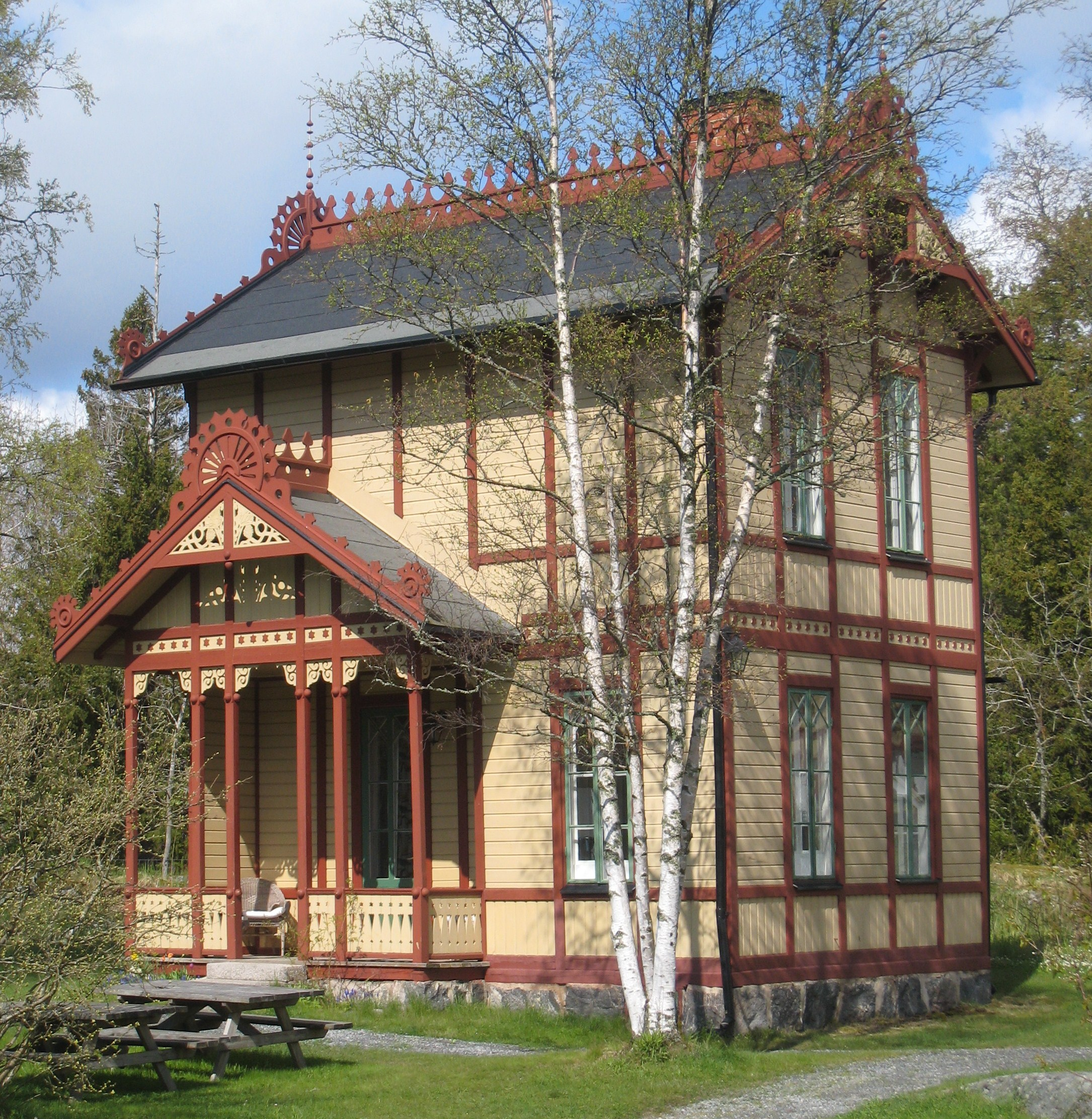
Läkarvillan, Villa Kongo
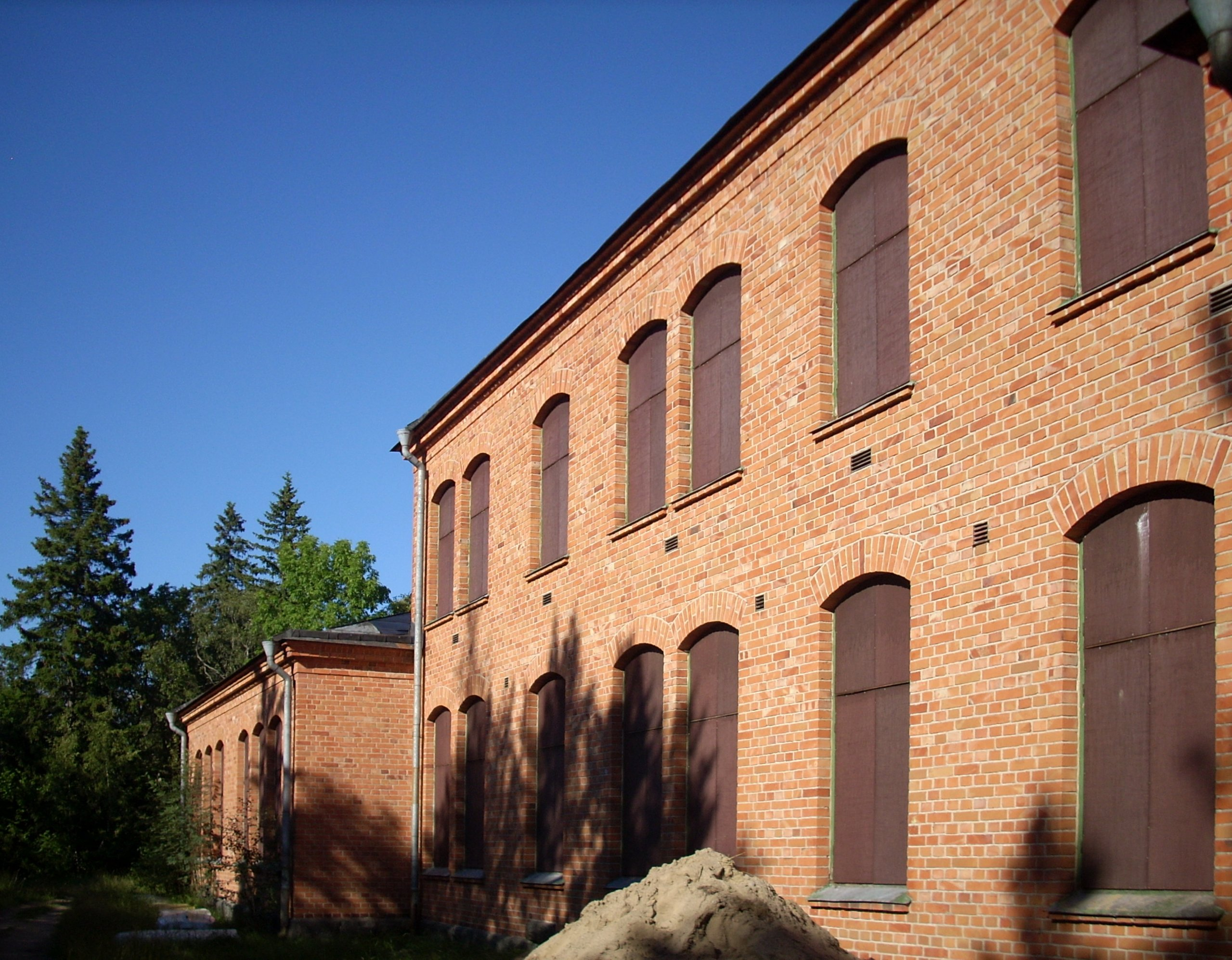
Sjukhuset Von Döbeln

Hösten 1944 flydde cirka 30 000 balter över Östersjön små roddbåtar och slitna skutor där Fejan blev ett genomgångsläger för flyktingarna. Under 1960-talet höll Sjövärnskåren utbildning på Fejan varje sommar. Men på grund av att byggnaderna var i dåligt skick upphörde verksamheten 1976.

## Fejan idag
1994 arrenderade Skärgårdsstiftelsen en del av marken på Fejan och rustade upp byggnaderna. I dag är det vandrarhem i det första sjukhuset som byggdes, Wasa, och den gamla likboden blev till en skärgårdskrog. Den 24 juni 2015 brann krogbyggnaden ner medan vandrarhemmet och läkarvillan inte kom till skada.